# Estação Batán
Nota:Para ver o sub-bairro carioca, consulte Batan (Rio de Janeiro)
Batán é uma estação da Linha 10 do Metro de Madrid.